# Deveerahalli, Malavalli
Deveerahalli là một làng thuộc tehsil Malavalli, huyện Mandya, bang Karnataka, Ấn Độ.